# Toshihiko Hayashi
Toshihiko Hayashi (jap. 林 壽彦, Hayashi Toshihiko; * 1931; † 25. Oktober 2010) war geschäftsführender Präsident der International Youth Association Hiroshima (広島国際青少年協会, Hiroshima kokusai seishōnen kyōkai). Als Überlebender des Atombombenabwurfs von Hiroshima engagierte er sich jahrzehntelang in der internationalen Jugendarbeit für die Erziehung zum Frieden.

## Leben
Nachdem unter seiner Leitung 1968 erstmals eine Jugend-Delegation die Stadt Hannover besucht hatte, begann die Zusammenarbeit zwischen den Städten Hiroshima und Hannover und deren Jugendaustausch. Unter hohem persönlichen Einsatz setzte er sich für Treffen, Kennenlernen und Freundschaften zwischen jungen Menschen der beiden Städte ein. Toshihiko Hayashi ist es maßgeblich zu verdanken, dass Hiroshima und Hannover 1983 eine Städtepartnerschaft eingingen.
Zum Tode Hayashis erklärte Hannovers Oberbürgermeister Stephan Weil:

„Die Landeshauptstadt Hannover hat einen langjährigen Partner und guten Freund verloren. Wir werden Toshihiko Hayashi ein ehrendes Andenken bewahren. Die guten Kontakte mit Hiroshima werden wir, insbesondere auch was die Begegnung von jungen Menschen angeht, in seinem Sinne fortsetzen.“

## Ehrungen
- 1986 erhielt Toshihiko Hayashi für die Friedenserziehung der Jugend das Bundesverdienstkreuz am Bande.[2][3][4]
- 1991 wurde Toshihiko Hayashi für seine Verdienste um die Landeshauptstadt Hannover mit der Stadtplakette Hannover ausgezeichnet.[2]